# احمد قرایی
احمد قرایی مربوط به عصر آهن - دوران‌های تاریخی پس از اسلام است و در شهرستان مینودشت، روستای کیارام واقع شده و این اثر در تاریخ ۲۲ تیر ۱۳۷۹ با شمارهٔ ثبت ۲۷۳۵ به‌عنوان یکی از آثار ملی ایران به ثبت رسیده است.